# 헤어 컬러링

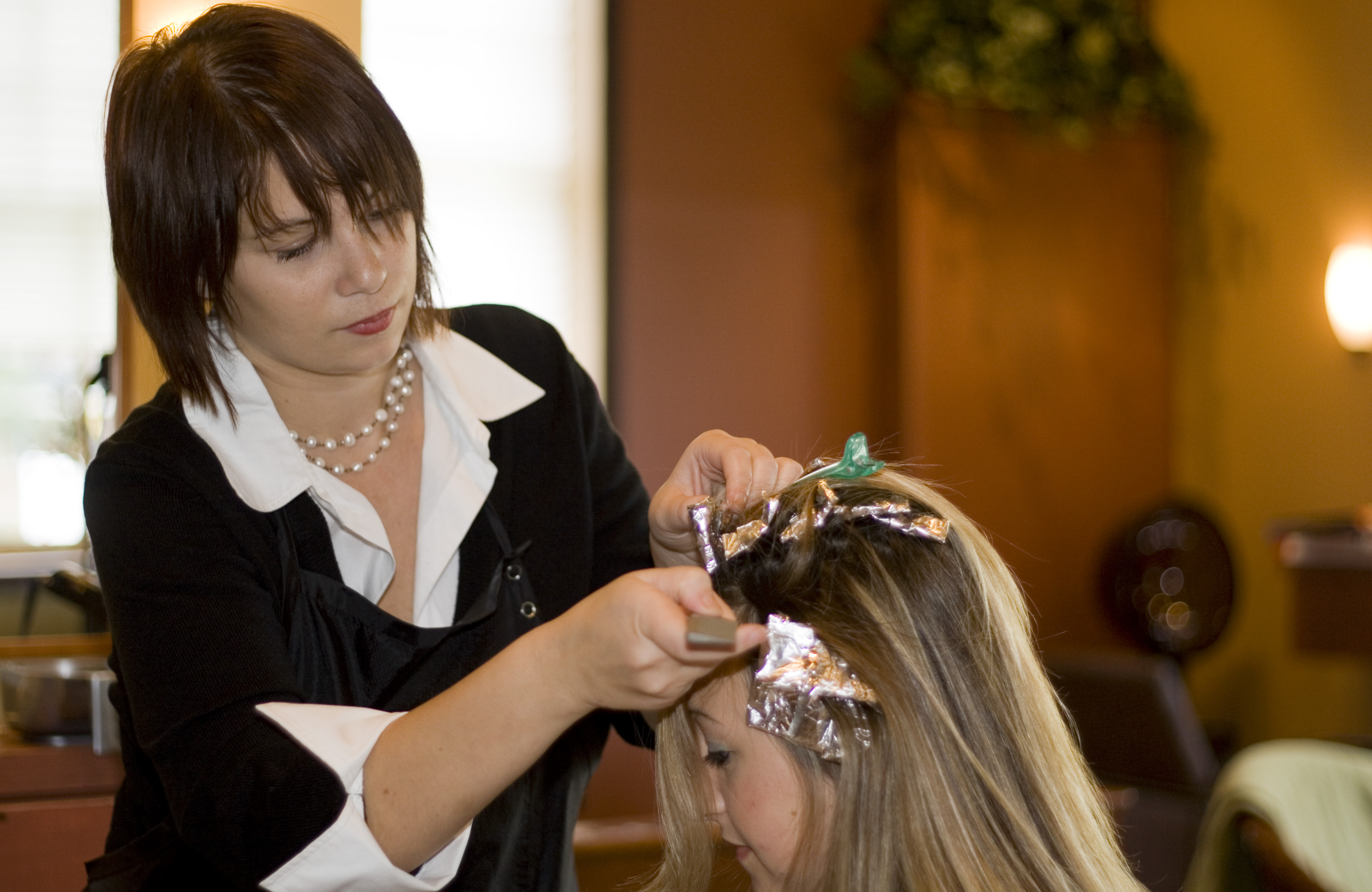
염색하는 모습

모발 염색(毛髮染色) 또는 헤어 컬러링(영어: hair coloring, hair dyeing)은 머리카락을 염색하는 것을 말한다. 염발(染髮), 염모(染毛)라고도 한다. 헤어 블리치(hair bleach) 또는 머리탈색 또한 머리카락 염색에 속한다.
헤어 컬러링은 미용원에 의해 전문적으로 처리하거나 집에서 독립적으로 수행할 수 있다. 오늘날 헤어 컬러링은 매우 대중적이며 코펜하겐 거주 인구 중 여성 중 75%가, 남성 중 18%가 염색을 하는 것으로 보고되었다.

## 같이 보기
- 모발 색상(헤어 컬러)
- 머리 모양(헤어스타일)
- 헤어 하이라이팅(영어판)